# Graham McRae
Graham "Cassius" McRae, född 5 mars 1940 i Wellington, död 4 augusti 2021, var en nyzeeländsk racerförare.

## Racingkarriär
McRae var en framstående Tasman Series-förare under början av 1970-talet. Han vann serien tre säsonger i rad, 1971, 1972 och 1973.
Säsongen 1973 deltog han ett formel 1-lopp för Williams. McRae körde en Iso Marlboro-Ford i Storbritannien 1973 men han tvingades bryta loppet redan på första varvet.